# Planta ortogonal
No desenho urbano, uma planta ortogonal ou planta regular é uma planta com características de ordenação de espaços e ruas urbanas, dispostas em paralelo e com um traçado geométrico ortogonal, com ruas largas e ausência de becos sem saída.
Agustin de Colosia - Ensanche de Santander 1788

A cidade de Nova York é famosa por seu plano de grade.

O maior exemplo histórico foi mandado construir pelo Marquês de Pombal: a Baixa de Lisboa.

## História

### Planos de grade antigos
Por volta de 2600 a.C., Mohenjo-daro e Harappa, as principais cidades da Civilização do Vale do Indo, foram construídas com blocos divididos por uma grade de ruas retas, correndo de norte a sul e de leste a oeste. Cada bloco foi subdividido por pequenas pistas. As cidades e mosteiros de Sirkap, Taxila e Thimi (nos vales do Indo e Katmandu), datando do primeiro milênio a.C. ao século XI d.C., também tinham desenhos baseados em grades.

### Estados Unidos (séculos XVII a XIX)
Muitas das primeiras cidades dos Estados Unidos, como Boston, não começaram com um sistema de grade. No entanto, mesmo em dias pré-revolucionários, algumas cidades viram os benefícios de tal layout. A Colônia de New Haven, uma das primeiras colônias da América, foi projetada com uma minúscula grade de 9 quadrados em sua fundação em 1638. Em uma escala maior, Filadélfia foi projetada em uma grade de ruas retilíneas em 1682: uma das primeiras cidades do Norte América a usar um sistema de grade. A pedido do fundador da cidade William Penn, o agrimensor Thomas Holme projetou um sistema de ruas largas que se cruzam em ângulos retos entre o rio Schuylkill a oeste e o rio Delaware a leste, incluindo cinco quadrados de parques dedicados. Penn anunciou este projeto ordenado como uma proteção contra a superlotação, fogo e doenças que assolavam as cidades europeias. Holme esboçou uma versão ideal da grade, mas becos surgiram dentro e entre blocos maiores conforme a cidade tomava forma. À medida que os Estados Unidos se expandiram para o oeste, o planejamento urbano baseado em grades modelado a partir do layout da Filadélfia se tornaria popular entre as cidades fronteiriças, tornando as grades onipresentes em todo o país.
Outro plano de rede bem conhecido é o plano para a cidade de Nova York formulado no Plano dos Comissários de 1811, uma proposta da legislatura estadual de Nova York para o desenvolvimento da maior parte de Manhattan acima da Houston Street.